# 朱厚㷫
南康安懿王朱厚㷫（16世纪—1596年），明朝宗室、文人，追赠南康榮僖王朱祐柌嫡长子，南康莊惠王朱見湁长孙，明仁宗之晜孫。明朝第二代南康王。

## 生平
嘉靖十八年（1539年），其生父镇国将军朱祐柌逝世，嘉靖二十四年（1545年），其祖父朱見湁亦逝世。八年后的嘉靖三十二年（1553年），朱厚㷫袭封祖父之爵位成为明朝第二代南康王。嘉靖四十五年（1566年），明世宗派遣忻城伯趙祖徵等人為正使，翰林院編修李自華等人為副使，前往江西冊封兵馬指揮鄭仕恭的女兒為南康王妃。隆庆元年（1567年），因为朱厚㷫的请求，明穆宗下令追赠其生父朱祐柌为南康榮僖王。
朱厚㷫博闻强识，长于著文，又时常与文人墨客一同赋诗写作，并著有《一峰集》等作品。
萬曆二十四年（1596年），朱厚㷫逝世，明神宗派遣行人李朝寅前往江西为其主持祭祀葬礼，两年后，朝廷为他追赠谥号安懿。萬曆二十八年（1600年），其嫡长子朱載𧽧袭封南康王。

## 子嗣
- 嫡長子：南康王朱載𧽧
- 第二子：鎮國將軍朱載𤠿[9]
  - 嫡次子：朱翊𨨯，一作「翊⿰金終」，萬曆三十年（1602年）十二月賜名[10]
- 第三子：鎮國將軍朱載⿲言土匕[9]